# Floriade

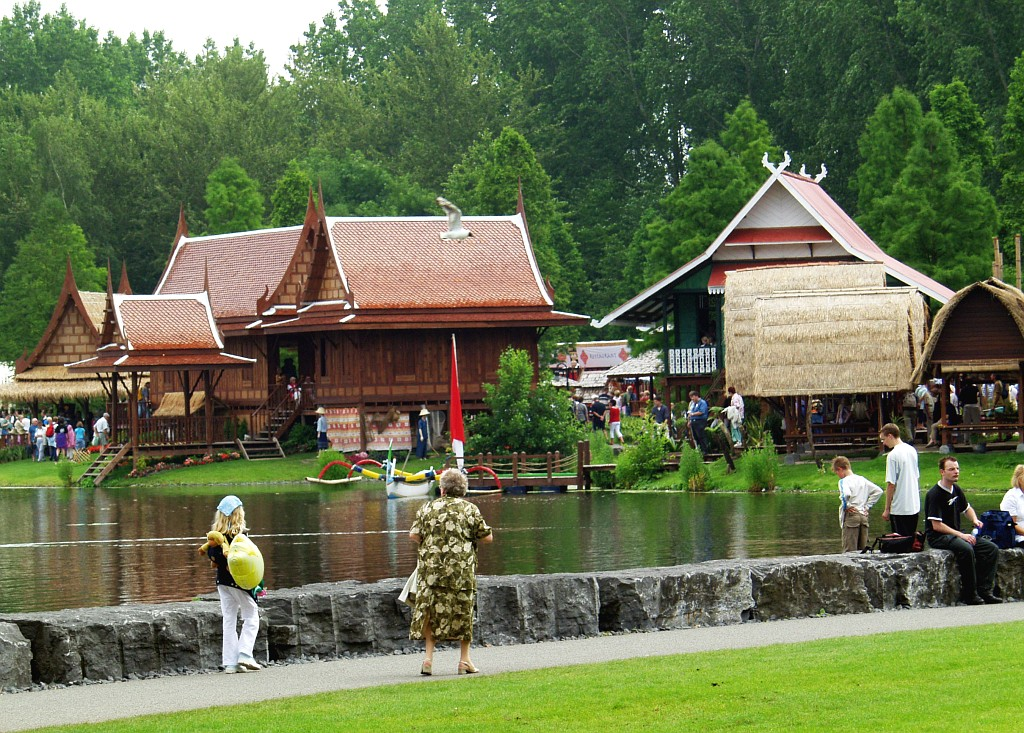
Padiglione alla Floriade 2002

La Floriade è un'esposizione internazionale di giardinaggio che si tiene ogni dieci anni nei Paesi Bassi in località che cambiano di edizione in edizione.
L'evento viene assegnato ad una città a seguito di una fase di candidatura che mette in competizione più proposte. La decisione finale spetta all'Associazione Orticulturale Olandese (Dutch Horticultural Association).
Questi eventi sono normalmente catalogati dalla AIPH come esposizioni di categoria A1; è prassi inoltre richiedere il riconoscimento come Esposizione internazionale presso il Bureau International des Expositions.

## Edizioni
| Floriadi      | Floriadi                                                                  | Floriadi       | Floriadi |
| Edizione      | Tema                                                                      | Sede           |          |
| ------------- | ------------------------------------------------------------------------- | -------------- | -------- |
| Floriade 1960 |                                                                           | Rotterdam      |          |
| Floriade 1972 | Gli sforzi compiuti dall'ortocultura internazionale                       | Amsterdam      |          |
| Floriade 1982 |                                                                           | Amsterdam      |          |
| Floriade 1992 |                                                                           | Zoetermeer     |          |
| Floriade 2002 | Il contributo dell'ortocultura nella qualità della vita del XXI secolo    | Haarlemmermeer |          |
| Floriade 2012 | Essere parte del teatro della Natura; avvicinarsi alla qualità della vita | Venlo          |          |
| Floriade 2022 |                                                                           | Almere         |          |